# Zeitzer BC 1903
Zeitzer BC 1903 was een Duitse voetbalclub uit Zeitz, Saksen-Anhalt.

## Geschiedenis
De club werd opgericht in 1903 en sloot zich aan bij de Midden-Duitse voetbalbond. De club ging in de competitie van Saale-Elster vanaf 1912. De club werd laatste in het eerste seizoen en speelde een barrage om het behoud tegen tweedeklasser Union Weißenfels en won deze na verlengingen. Het volgende seizoen werd de club vicekampioen achter Hohenzollern Weißenfels. Tijdens de oorlog vielen de resultaten tegen en in 1917 trok de club zich na drie, verloren wedstrijden, terug uit de competitie. 
In 1919 vond er een competitieherstructurering plaats en werden enkele competities verenigd tot grotere competities. De clubs uit Saale-Elster werden in de Kreisliga Saale ondergebracht, waar de Saale-Elster competitie nog wel als tweede klasse fungeerde. In 1923 werd de club kampioen en na dit seizoen werd de Kreisliga ontbonden en werd de Saale-Elster competitie terug opgewaardeerd tot hoogste klasse (Gauliga). De volgende jaren eindigde de club steevast in de middenmoot, evenals stadsrivaal SpVgg 1910. Vanaf 1930 eindigde de club meer onderaan. 
Na seizoen 1932/33 werd de competitie grondig geherstructureerd. Alle Midden-Duitse competities werden gedegradeerd tot derde klassen en vervangen door de Gauliga Mitte en Gauliga Sachsen. Voor de Bezirksklasse Halle-Merseburg kwalificeerden zich slechts drie teams waardoor de club in de Saale-Elstercompetitie bleef die nu als Kreisklasse de derde klasse werd. De club slaagde er niet meer in te promoveren.
In 1945 werden alle Duitse voetbalclubs ontbonden, Zeitzer BC werd niet meer heropgericht.